# Eleocharis kirkii
Eleocharis kirkii är en halvgräsart som beskrevs av Charles Baron Clarke. Eleocharis kirkii ingår i släktet småsäv, och familjen halvgräs. Inga underarter finns listade i Catalogue of Life.